# Floresta de Teutoburgo

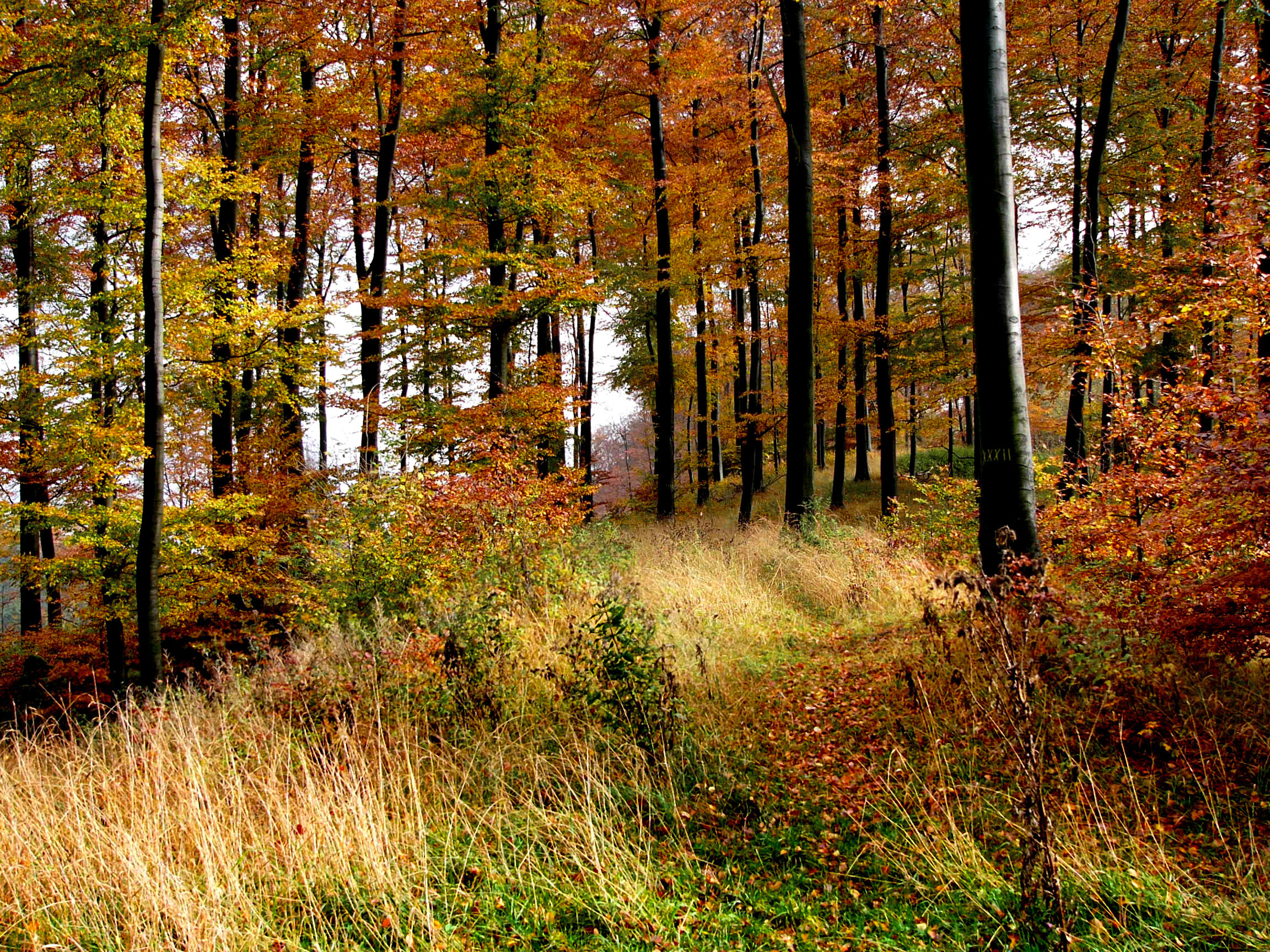
Floresta de Teutoburgo.

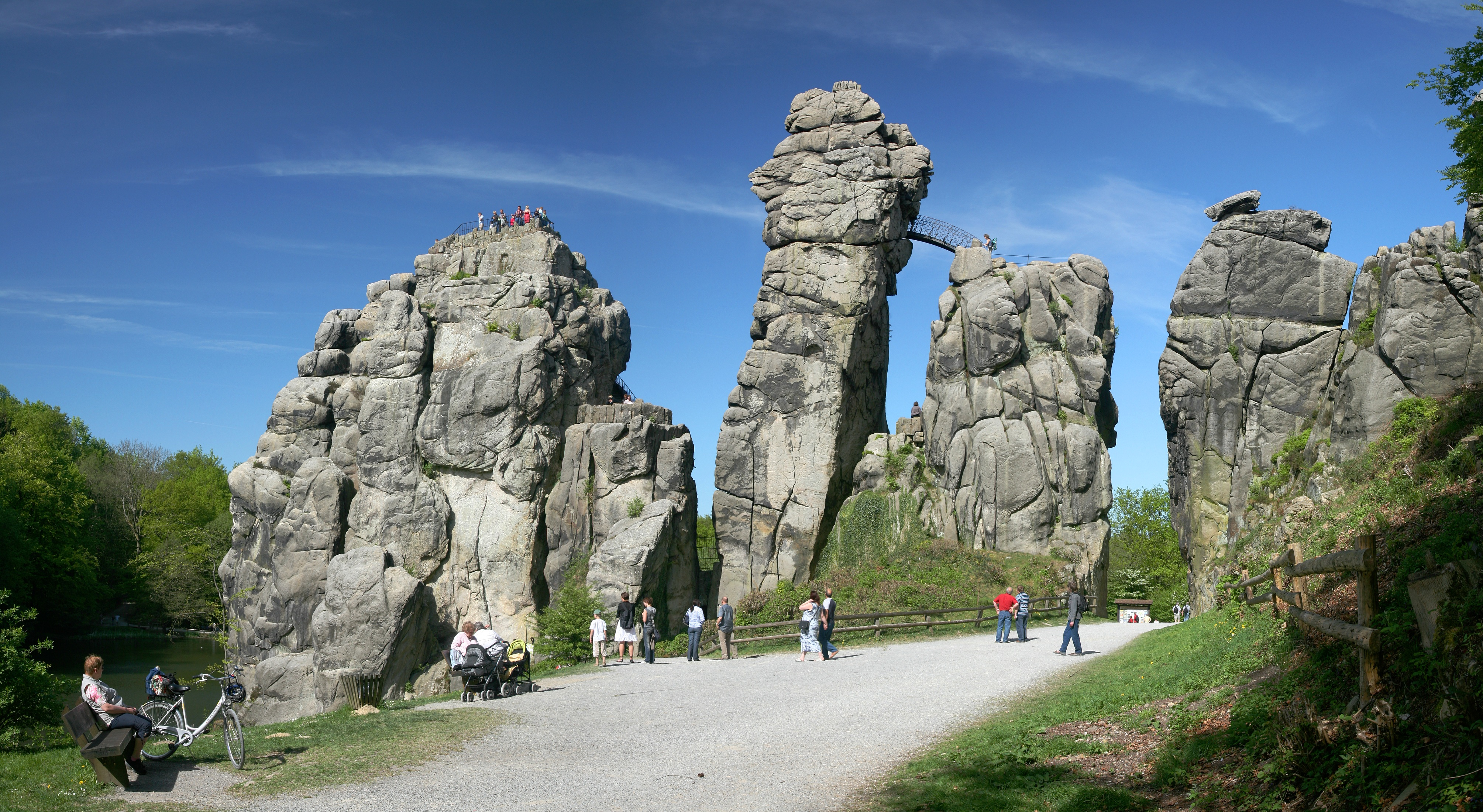
Formações rochosas na floresta de Teutoburgo.

A Floresta de Teutoburgo (Teutoburger Wald, em alemão) é uma área de montanhas cobertas de floresta nos estados alemães da Baixa Saxônia e da Renânia do Norte-Vestfália.
Acredita-se que a floresta foi o sítio da Batalha da Floresta de Teutoburgo decisiva entre os germanos e os romanos em 9 d.C.